# Stilistik
Die Stilistik befasst sich unter anderem mit den Variationen des Stils einer Sprache und seinem Gebrauch. Dabei werden sowohl schriftlich niedergelegte Texte erfasst als auch der mündliche Gebrauch.

## Beschreibung
Bei der Stilistik geht es nicht um Unterschiede im Dialekt, sondern um unterschiedliche Anwendungen der Sprache abhängig von Kontext oder Situation. So ist innerhalb der gleichen Sprache der Stil beispielsweise abhängig davon, ob man eine Unterhaltung unter Freunden führt oder ob es eine Unterhaltung zwischen Geschäftspartnern oder politischen Gegnern ist, ob es sich um Lehre oder eine Predigt in der Kirche handelt.
Weitere Themen der Stilistik: Stil eines Autors, eines Genres, einer Zeit, der Alltagssprache, der Wissenschaftssprache etc. In allen Fällen kann es einerseits darum gehen, den Stil zu charakterisieren, oder andererseits, Stilvergleiche anzustellen. Je nachdem, welche Themen im Vordergrund stehen, hat man es eher mit einer linguistischen (nichtliterarische Texte) oder literaturwissenschaftlichen Stilistik (literarische Texte) zu tun. Wenn dabei quantitative Methoden zum Einsatz kommen, um möglichst objektive Ergebnisse zu erzielen, wird Quantitative Stilistik betrieben, eine Disziplin der Quantitativen Linguistik oder der Quantitativen Literaturwissenschaft. Eine Methode zur qualitativen Untersuchung von Stil bietet die Mikrofunktionsanalyse.
Zur Stilistik gehören die Untersuchung der Wortwahl, der Intonation, des Rhythmus, des Satzbaus und ähnlicher Eigenschaften abhängig zum Beispiel von Tradition, Zeitperiode und Genre.
Als Stilistik wird, vor allem in der Jazz- und Tanzmusik, auch die stilgerechte Ausführung unterschiedlicher Tanzformen bezeichnet, die in der Notenschrift aus der Anwendung von Strich (für lang) und Punkt (für kurz) ersichtlich wird.
Ein literarisches Genre hat einen ganzen Satz von stilistischen Regeln, mit denen es sich von anderen unterscheidet.